# 河本宏
河本 宏（かわもと ひろし、1961年6月9日 - ）は、日本の基礎医学研究者・医師。京都大学医生物学研究所所長、再生免疫学分野教授、藤田医科大学教授兼務。リバーセル株式会社創業者。免疫学、血液学、再生医学の領域で多くの業績を残している。科学コミュニケーションにも力を入れており、その一環としてバンド活動やサイエンスイラストレーションの制作を行っている。

## 概要
1961年京都生まれ。葵小学校、下鴨中学校、洛北高校卒。1986年京都大学医学部卒。京大病院で1年間、関西電力病院で2年間の内科研修後、1989年京大病院第一内科大学院 伊藤和彦研で遺伝子治療を研究。1994年京大胸部疾患研究所（現医生物学研究所）の桂義元研で造血過程及びT細胞分化の研究を開始。シングルセルレベルで前駆細胞の分化能を解析する方法を開発して胸腺に移住する前駆細胞を解明し、さらに血液細胞の分化過程において赤血球、T細胞、B細胞への分岐に伴ってミエロイド細胞（食細胞）の分化能を維持するというミエロイド基本型モデルを桂と共に提唱した。2001年京大医学部湊長博研助手。2002年横浜理研免疫アレルギー科学総合研究センターチームリーダー。理研で上記のミエロイド基本型モデルを支持する論文を発表。基礎研究に並行して2008年から多能性幹細胞から再生したT細胞を用いる細胞療法の開発研究を開始。
2012年京大再生医科学研究所教授。2013年にがんに特異的なキラーT細胞をiPS技術により再生することに成功。2016年改組によりウイルス・再生医科学研究所教授、同副所長。2019年に再生T細胞を用いた細胞療法の実用化を目指す会社リバーセル株式会社を創業。2020年より藤田医科大学教授兼務。2022年改称により医生物学研究所教授、同所長。
京都大学では血液細胞の進化過程を解明する研究と並行して急性骨髄性白血病を対象にした細胞療法の開発に取り組んでおり、一方藤田医科大学ではCOVID-19およびサイトメガロウイルス感染症を対象にした細胞療法の開発を進めている。
EXPO2025大阪・関西万博にウイルス感染症治療事業をリバーセルの事業として出展する。2025年12月姫路で開催される日本免疫学会の学術集会の集会長を務める。

## 著書
- 「もっとよくわかる！免疫学」　羊土社　2011年
- 「マンガでわかる免疫学」　　オーム社　2014年

## 編書
- 実験医学増刊 「新規の創薬モダリティ 細胞医薬」羊土社　2020年
- 別冊医学のあゆみ 「臨床医が知っておくべき免疫学のいま」医歯薬出版株式会社2021年

## 研究以外の活動

### 音楽活動
大学では医学部軽音楽部でプログレッシブロックのバンドを組んでいた。卒後も活動を続け、2008年に免疫学者を中心にしたバンド「Negative Selection」をリーダーとして組み、学会のレセプションなどでカバー曲を演奏する一方、免疫細胞の生き様を題材にしたオリジナル曲を制作している。作詞は何人かで分担し、作曲は基本的に河本が担当している。楽曲のジャンルとしては「プログレッシブロック」を標榜している。河本の担当はギター。自費出版で、これまでに2枚のCDアルバムをリリース(2016年「Negatively Selected」、2024年「辺境の街から」)。ほとんどの発表曲についてはミュージックビデオを制作し、ファーストアルバムから4曲、セカンドアルバムから６曲をYouTubeに載せている。2018年NHKの「ガッテン！」に出演し、「リンパ節一人旅」をスタジオ演奏した。

### 絵画、イラスト、漫画などの制作
幼少時より漫画、アニメ、特撮物などを愛好し、絵や漫画を描く事を得意とした。大学では美術部、漫画研究会に所属し、美術部では風景画や抽象画を描いていた。大学院生時代には、バイオホラー作品を投稿してビッグコミック・スピリッツ誌で奨励賞受賞（1992年）、100号の油彩画を出品して京展で入選（1994年）。その後、ポップなイラストも制作するようになり、学会/研究会のポスターや、学術書などの表紙のイラストを多数手がけている（Abbas編集「Cellular and Molecular Immunology 第８版」2014年、「免疫ぺディア」羊土社2017年、「がん免疫ぺディア」羊土社2022年、「理論生物学概論」共立出版2021年、「がんゲノム医療やさしい系統講義」MSI社2023年）。

### 科学コミュニケーション活動
科学コミュニケーション活動は科学者の義務ではあるが、河本は「共感を得る喜び」が原動力になると捉えている。免疫学会の科学コミュニケーション委員長として免疫学の普及のために「免疫ふしぎ未来展」（2008年からお台場の科学未来館で毎年開催）を推進するなどの活動をしてきた。2022年からは、医生物学研究所の紹介と一般への科学の普及を目的としたYouTube番組「医生研チャンネル」「裏医生研チャンネル」の制作を先導し、「裏医生研チャンネル」ではこれまでに約90本の動画に自ら出演してきた。

## 受賞
第13回日本免疫学会賞（2010年）

## 主な論文
Nagahata Y, Masuda K, Nishimura Y, Ikawa T, Kawaoka S, Kitawaki T, Nannya Y, Ogawa S, Suga H, Satou Y, Takaori-Kondo A, Kawamoto H. Tracing the evolutionary history of blood cells to the unicellular ancestor of animals. Blood. 140(24):2611–2625. 2022.
Maeda T, Nagano S, Kashima S, Terada K, Agata Y, Ichise H, Ohtaka M, Nakanishi M, Fujiki F, Sugiyama H, Kitawaki T, Kadowaki N, Takaori-Kondo A, Masuda K, Kawamoto H. Regeneration of tumor antigen-specific cytotoxic T lymphocytes from iPSCs transduced with exogenous TCR genes. Molecular Therapy: Methods & Clinical Development. 19:250, 2020.
Kashima S, Maeda T, Masuda K, Nagano S, Inoue T, Takeda M, Kono Y, Kobayashi T, Saito S, Higuchi T, Ichise H, Kobayashi Y, Iwaisako K, Terada K, Agata Y, Numakura K, Saito M, Narita S, Yasukawa M, Ogawa O, Habuchi T, Kawamoto H. Cytotoxic T lymphocytes regenerated from iPS cells have therapeutic efficacy in a patient-derived xenograft solid tumor model. iScience 23, 100998, 2020.
Ichise H, Nagano S, Maeda T, Miyazaki M, Miyazaki Y, Kojima H, Yawata N, Yawata M, Tanaka H, Saji H, Masuda K, and Kawamoto H. NK cell alloreactivity against KIR ligand-mismatched HLA-haploidentical tissue derived from HLA haplotype-homozygous iPS cells. Stem Cell Reports. 9: 853–867. 2017.
Ikawa T, Masuda K, Endo TA, Endo M, Isono K, Koseki Y, Nakagawa R, Kometani K, Takano J, Agata Y, Katsura Y, Kurosaki T, Vidal M, Koseki H, Kawamoto H. Conversion of T cells to B cells by inactivation of polycomb-mediated epigenetic suppression of B lineage program. Genes & Development 30: 2475–2485, 2016.
Maeda T, Nagano S, Ichise H, Kataoka K, Yamada D, Ogawa S, Koseki H, Kitawaki T, Kadowaki N, Takaori-Kondo A, Masuda K, Kawamoto H. Regeneration of CD8αβ T cells from T cell-derived iPSC imparts potent tumor antigen-specific cytotoxicity. Cancer Research 76: 6839–6850, 2016.
Vizcardo R, Masuda K, Yamada D, Ikawa T, Shimizu K, Fujii S-I, Koseki H, Kawamoto H. Regeneration of human tumor antigen-specific T cells from iPS cells derived from mature CD8+ T cells. Cell Stem Cell 12: 31–36, 2013.
Ikawa T, S Hirose, K Masuda, K Kakugawa, R Satoh, A Shibano-Satoh, R Kominami, Y Katsura, H Kawamoto. An essential developmental checkpoint for production of the T cell lineage. Science. 329: 93–96, 2010.
Wada H, Masuda K, Satoh R, Kakugawa K, Ikawa T, Katsura Y, Kawamoto H. Adult T cell progenitors retain myeloid potential. Nature, 452: 768–772, 2008.
Masuda K, Kubagawa H, Ikawa T, Chen CC, Kakugawa K, Hattori M, Kageyama R, Cooper MD, Minato N, Katsura Y, Kawamoto H. Prethymic T-cell development defined by the expression of paired immunoglobulin-like receptors. EMBO J 24: 4052–4060, 2005.
Kawamoto H, Ikawa T, Ohmura K, Fujimoto S, Katsura Y. T cell progenitors emerge earlier than B cell progenitors in the murine fetal liver. Immunity 12, 441–450, 2000.
Kawamoto H, Ohmura K, Katsura Y. Direct evidence for the commitment of hematopoietic stem cells to T, B and myeloid lineages in murine fetal liver. Int. Immunol. 9(7): 1011–1019, 1997.

## 略歴
学歴
- 1980年　京都大学医学部医学科入学
- 1989月　京都大学大学院医学研究科博士課程（内科系専攻）入学
- 1993年   同上博士課程所定の単位修得および研究指導認定退学

学位
- 1999年09月24日　博士（医学）

職歴
- 1986年　京都大学医学部附属病院 研修医
- 1987年　関西電力病院 内科医員
- 1989年　京都医療少年院 法務技官内科医師
- 2001年　京都大学医学研究科助手
- 2002年　理研免疫・アレルギー科学総合研究センター　チームリーダー
- 2012年　京都大学　再生医科学研究所　教授（2012度は上記と兼任）
- 2016年　京都大学　ウイルス・再生医科学研究所　教授（改組による）
- 2020年　藤田医科大学　国際再生医療センター　教授（上記と兼任）
- 2022年　改称により医生物学研究所　教授　同所長　現在に至る

## TV出演
2014年4月NHKスペシャル「人体-ミクロの大冒険」
2014年７月NHKBSプレミアム「セルワールド」
2018 年10月NHK「ガッテン！」1000回記念番組
2018 年10月　テレビ朝日「玉川徹 そもそも総研」
2018年-2022年NHK教育（Eテレ）高校講座「生物基礎」免疫学（4回）
2020年11月　TBS「報道特集」
2021年6月　テレビ朝日「報道ステーション」
2024年10月　BSテレビ東京「いまからサイエンス」
2025年1月 テレビ朝日「林修の今知りたいでしょ！」

## メディア掲載
読売新聞オンライン　2020/08/05 
毎日新聞　2020/11/17　大阪夕刊
読売新聞オンライン　2021/04/09 
日経新聞　2021年4月23日
産経新聞　2021/5/5
読売新聞　2024/12/14

## 趣味
漫画、アニメ、映画、音楽、自然探索（山野草自生地探訪）、スキー。